# Cyklookta-1,5-dien
Cyklookta-1,5-dien je osmiuhlíkatý cykloalkadien (cyklický uhlovodík obsahující dvě dvojné vazby).
Má celkem tři stereoizomery, lišící se uspořádáním čtveřice jednoduchých vazeb C–C nacházejících se vedle dvojných vazeb. Tyto dvojice se mohou nacházet buď na stejných (cis,Z) nebo na opačných (trans, E) stranách vzhledem k rovině dvojné vazby; tři možná uspořádání se označují cis,cis, trans,trans a cis,trans, jinak také (Z,Z), (E,E) a (Z,E). (Vzhledem k souměrnosti je trans,cis stejná konfigurace jako cis,trans.)
Cis,cis izomer, obvykle uváděný pod zkratkou COD se používá na přípravu dalších organických sloučenin a je užitečným ligandem v organokovové chemii. Lze jej připravit dimerizací buta-1,3-dienu za přítomnosti niklového katalyzátoru, vedlejším produktem je 4-vinylcyklohexen.

## Organické reakce
COD reaguje s boranem za vzniku 9-borabicyklo[3.3.1]nonanu (9-BBN), používaného při hydroboračně-oxidačních reakcích:
COD také reaguje s chloridem sirnatým (SCl2) (a jinými podobnými sloučeninami), produktem je 2,6-dichlor-9-thiabicyklo[3.3.1]nonan:
Vzniklý dichlorid lze dále převést například na diazidové či dinitrilové deriváty pomocí nukleofilní substituce.

## Komplexy s kovy

Některé komplexy kovů a 1,5-COD
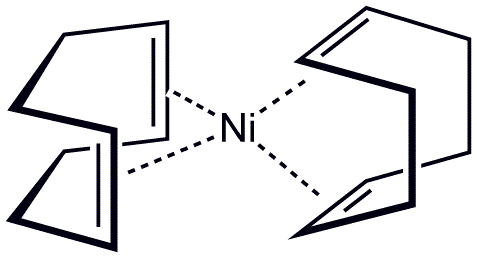
Bis(cyklooktadien)nikl
Crabtreeův katalyzátor
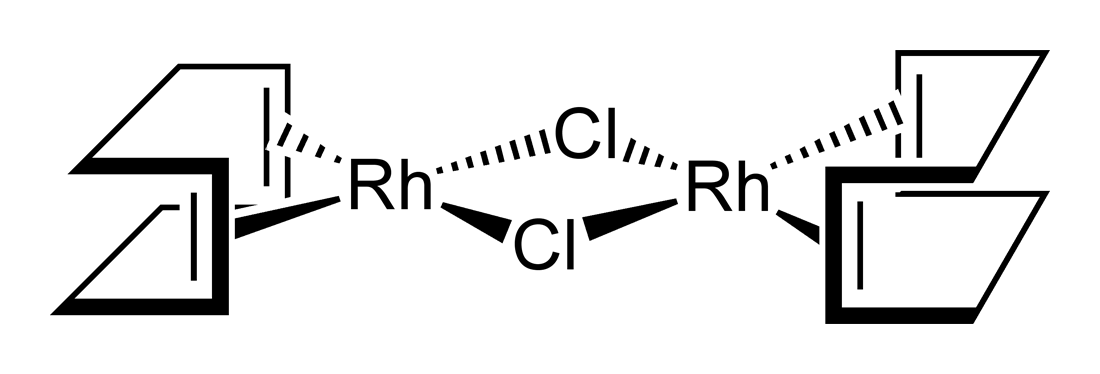
Komplex Rh2(COD)2Cl2
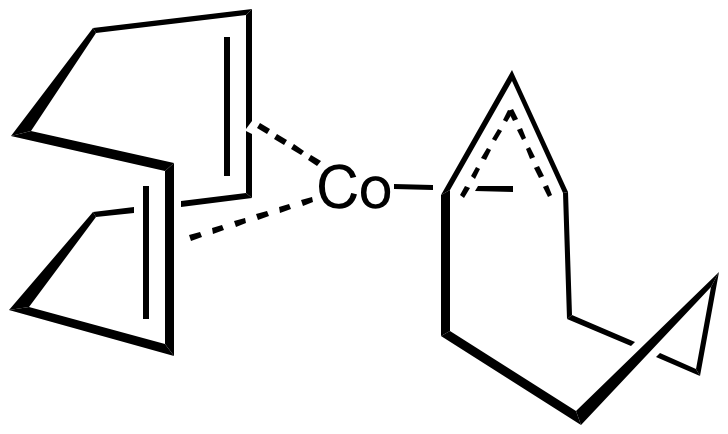
Co(1,5-cyklooktadien)(cyklooktenyl)
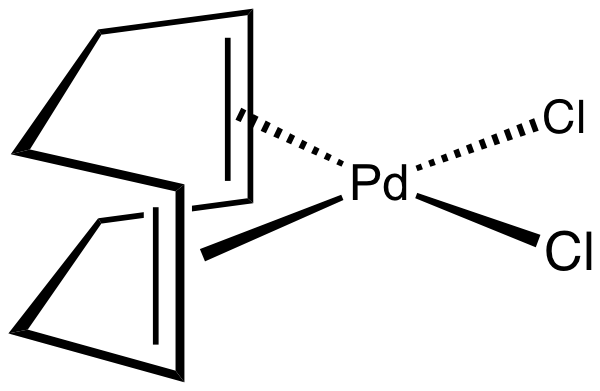
Dichloro(1,5‐cyklooktadien)palladium
dimer cyklooktadieniridiumchloridu
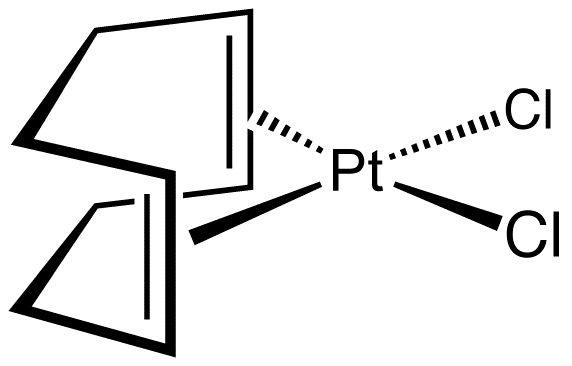
Dichloro(1,5-cyklooktadien)platina

1,5-COD se přes alkenové skupiny váže na kovy v nižších oxidačních číslech. Vzniklé komplexy jsou zajímavé, protože jsou dostatečně stabilní, aby mohly být izolovány, často i stabilnější než odpovídající komplexy ethenu. Stabilitu COD komplexů způsobuje chelatační efekt. COD ligandy lze snadno nahradit jinými, například fosfinovými.
Ni(COD)2 se dá připravit redukcí bezvodého acetylacetonátu nikelnatého za přítomnosti ligandu, redukčním činidlem je triethylhliník
[Ni(C5H7O2)2]3 + 6 COD + 6 Al(C2H5)3 → 3 Ni(COD)2 + 6 Al(C2H5)2(C5H7O2) + 3 C2H4 + 3 C2H6
Podobný komplex Pt(COD)2 se připravuje jiným postupem, z dilithiumcyklooktatetraenu
Li2C8H8 + PtCl2(COD) + 3 C7H10 → [Pt(C7H10)3] + 2 LiCl + C8H8 + C8H12
Pt(C7H10)3 + 2 COD → Pt(COD)2 + 3 C7H10
Byla vydána řada prací zabývajících se COD. Komplex s platinou je prekurzorem 16elektronového komplexu ethenu:
Pt(COD)2 + 3 C2H4 → Pt(C2H4)3 + 2 COD
Komplexy cyklooktadienu jsou dobrými výchozími materiály při přípravě dalších sloučenin, příkladem může být tato reakce:
Ni(COD)2 + 4 CO → Ni(CO)4 + 2 COD
Vzniklý Ni(CO)4 je vysoce toxický, takže je výhodné jej připravovat přímo v reakční nádobě těsně před použitím. Dalšími komplexy COD jsou například dimer cyklooktadienrhodiumchloridu, dimer cyklooktadieniridiumchloridu, Fe(COD)(CO)3 a Crabtreeův katalyzátor.
Komplexy M(COD)2, kde M = nikl, palladium nebo platina, mají tetraedrické molekulové geometrie, zatímco [M(COD)2]+ komplexy rhodia a irida jsou rovinné čtvercové.

## (E,E)-COD

Příprava E,E-COD

Trans,trans izomer 1,5-cyklooktadienu, (E,E)-COD, se vyznačuje velkým úhlovým napětím; poprvé jej připravili George M. Whitesides a Arthur C. Cope v roce 1969 fotoizomerizací cis,cis izomeru.
Další syntézu (dvojitou eliminací z cyklooktanu) popsal Rolf Huisgen v roce 1987.
Konformace (E,E)-COD není židličková, ale překřížená.